# Gurghiu (Mureș)
Gurghiu (in ungherese Görgényszentimre, in tedesco Görgen) è un comune della Romania di 6230 abitanti, ubicato nel distretto di Mureș, nella regione storica della Transilvania. 
Il comune è formato dall'unione di 10 villaggi: Adrian, Cașva, Comori, Fundoaia, Glăjărie, Gurghiu, Larga, Orșova, Orșova-Pădure, Păuloaia.

## Economia
Tra i prodotti del comune particolarmente apprezzato è il telemea, un formaggio che ha ottenuto nel 2016 la Denominazione di origine protetta europea.